# NGC 5740
NGC 5740 é uma galáxia espiral barrada (SBb) localizada na direcção da constelação de Virgo. Possui uma declinação de +01° 40' 48" e uma ascensão recta de 14 horas, 44 minutos e 24,5 segundos.
A galáxia NGC 5740 foi descoberta em 24 de fevereiro de 1786 por William Herschel.